# Elbląg
Elbląg (pronuncia : /ɛlblɔŋk/, in tedesco Elbing) è una città polacca con 127655 abitanti della Polonia settentrionale, appartenente al voivodato della Varmia-Masuria. Nel dialetto polacco locale, è conosciuta con il nome di Elbiąg. La città è sul fiume Elbląg, che mette in comunicazione il lago Druzno con la laguna della Vistola.
È la più grande città della regione di Powiśle, situata tra Pomerania e Varmia e Masuria.

## Geografia fisica
Elbląg è il capoluogo del distretto di Elbląg e si trova nel voivodato della Varmia-Masuria dal 1999. Dal 1975 al 1998 è invece stata capitale del voivodato di Elbląg e sede di un distretto nel voivodato di Danzica dal 1945 al 1975.

### Clima
| Elbląg (1991-2020) Fonte: meteomodel.pl | Mesi         | Mesi         | Mesi         | Mesi        | Mesi        | Mesi        | Mesi        | Mesi        | Mesi        | Mesi        | Mesi         | Mesi         | Stagioni | Stagioni | Stagioni | Stagioni | Anno    |
| Elbląg (1991-2020) Fonte: meteomodel.pl | Gen          | Feb          | Mar          | Apr         | Mag         | Giu         | Lug         | Ago         | Set         | Ott         | Nov          | Dic          | Inv      | Pri      | Est      | Aut      | Anno    |
| --------------------------------------- | ------------ | ------------ | ------------ | ----------- | ----------- | ----------- | ----------- | ----------- | ----------- | ----------- | ------------ | ------------ | -------- | -------- | -------- | -------- | ------- |
| T. max. media (°C)                      | 0,9          | 2,2          | 6,3          | 12,9        | 17,8        | 20,8        | 22,9        | 23,0        | 18,1        | 12,1        | 6,0          | 2,2          | 1,8      | 12,3     | 22,2     | 12,1     | 12,1    |
| T. media (°C)                           | −1,4         | −0,5         | 2,7          | 8,2         | 12,7        | 15,9        | 18,2        | 18,0        | 13,7        | 8,6         | 3,8          | 0,2          | −0,6     | 7,9      | 17,4     | 8,7      | 8,3     |
| T. min. media (°C)                      | −3,6         | −3,0         | −0,5         | 3,9         | 8,1         | 11,4        | 13,9        | 13,8        | 10,0        | 5,6         | 1,7          | −1,9         | −2,8     | 3,8      | 13,0     | 5,8      | 5,0     |
| T. max. assoluta (°C)                   | 12,9 (2007)  | 17,7 (1990)  | 22,4 (1968)  | 29,0 (2012) | 32,0 (1979) | 33,1 (2000) | 36,5 (1994) | 35,7 (1992) | 30,6 (1951) | 26,5 (1966) | 18,1 (1968)  | 13,0 (1961)  | 17,7     | 32,0     | 36,5     | 30,6     | 36,5    |
| T. min. assoluta (°C)                   | −30,1 (1979) | −30,0 (1956) | −21,6 (1987) | −6,2 (2013) | −3,5 (2007) | −0,2 (1951) | 4,4 (1992)  | 3,4 (1973)  | −1,7 (1986) | −8,5 (1956) | −16,9 (1998) | −22,2 (1969) | −30,1    | −21,6    | −0,2     | −16,9    | −30,1   |
| Giorni di calura (Tmax ≥ 30 °C)         | 0,0          | 0,0          | 0,0          | 0,0         | 0,0         | 0,6         | 1,7         | 1,2         | 0,0         | 0,0         | 0,0          | 0,0          | 0,0      | 0,0      | 3,5      | 0,0      | 3,5     |
| Giorni di gelo (Tmin ≤ 0 °C)            | 20,4         | 19,0         | 15,3         | 5,0         | 0,5         | 0,0         | 0,0         | 0,0         | 0,1         | 2,8         | 9,4          | 18,3         | 57,7     | 20,8     | 0,0      | 12,3     | 90,8    |
| Giorni di ghiaccio (Tmax ≤ 0 °C)        | 11,2         | 7,5          | 1,9          | 0,0         | 0,0         | 0,0         | 0,0         | 0,0         | 0,0         | 0,0         | 2,1          | 7,5          | 26,2     | 1,9      | 0,0      | 2,1      | 30,2    |
| Nuvolosità (okta al giorno)             | 6,2          | 5,9          | 5,3          | 4,7         | 4,7         | 5,0         | 4,8         | 4,7         | 4,8         | 5,3         | 6,4          | 6,4          | 6,2      | 4,9      | 4,8      | 5,5      | 5,4     |
| Precipitazioni (mm)                     | 47,4         | 37,7         | 40,8         | 37,0        | 58,6        | 70,2        | 87,1        | 77,9        | 73,9        | 70,3        | 57,8         | 56,4         | 141,5    | 136,4    | 235,2    | 202,0    | 715,1   |
| Giorni di pioggia                       | 10,9         | 9,4          | 9,2          | 7,4         | 9,6         | 10,2        | 10,0        | 10,2        | 9,8         | 11,1        | 10,1         | 11,4         | 31,7     | 26,2     | 30,4     | 31,0     | 119,3   |
| Nevicate (cm)                           | 223,0        | 198,1        | 94,7         | 13,0        | 0,0         | 0,0         | 0,0         | 0,0         | 0,0         | 5,9         | 37,1         | 100,0        | 521,1    | 107,7    | 0,0      | 43,0     | 671,8   |
| Giorni di neve                          | 19,5         | 16,8         | 8,1          | 1,2         | 0,0         | 0,0         | 0,0         | 0,0         | 0,0         | 0,4         | 4,9          | 12,5         | 48,8     | 9,3      | 0,0      | 5,3      | 63,4    |
| Umidità relativa media (%)              | 87,5         | 84,2         | 77,8         | 70,2        | 71,7        | 74,8        | 76,6        | 76,1        | 80,4        | 84,5        | 89,4         | 89,7         | 87,1     | 73,2     | 75,8     | 84,8     | 80,2    |
| Ore di soleggiamento mensili            | 40,4         | 67,0         | 128,6        | 199,8       | 257,0       | 243,5       | 246,7       | 237,5       | 164,8       | 104,4       | 44,0         | 29,5         | 136,9    | 585,4    | 727,7    | 313,2    | 1 763,2 |
| Pressione a 0 metri s.l.m. (hPa)        | 1 006,3      | 1 005,8      | 1 005,6      | 1 004,8     | 1 005,8     | 1 005,0     | 1 004,4     | 1 005,4     | 1 006,3     | 1 006,3     | 1 005,1      | 1 005,3      | 1 005,8  | 1 005,4  | 1 004,9  | 1 005,9  | 1 005,5 |
| Tensione di vapore (hPa)                | 5,2          | 5,3          | 5,9          | 7,5         | 10,5        | 13,4        | 15,8        | 15,5        | 12,6        | 9,6         | 7,4          | 5,8          | 5,4      | 8,0      | 14,9     | 9,9      | 9,5     |
| Vento (direzione-m/s)                   | 3,7          | 3,7          | 3,6          | 3,6         | 3,3         | 3,1         | 3,1         | 2,9         | 3,1         | 3,4         | 3,6          | 3,8          | 3,7      | 3,5      | 3,0      | 3,4      | 3,4     |

## Storia
Durante il Medioevo, l'insediamento prussiano di Truso fu situato presso il lago Drusen, vicino all'attuale zona di Elbląg. Città anseatica, nel 1246 divenne città libera che adottò il diritto di Lubecca.
I Cavalieri Teutonici conquistarono la regione, dove nel X secolo era stata bruciata la frazione di Truso e gli abitanti avevano evacuato la zona. L'Ordine Teutonico vi costruì un castello e vi fondò Elbląg con una popolazione proveniente prevalentemente da Lubecca. Dopo la sconfitta dei Cavalieri Teutonici e la distruzione del castello da parte degli abitanti, la città venne unita al Regno di Polonia. Elbląg aveva il diritto di partecipare all'elezione del re di Polonia come una delle dieci città più importanti del Regno di Polonia (come Cracovia, Varsavia, Poznań, Danzica e Leopoli). La prima nave costruita per la marina polacca fu varata a Elbląg.
Elbląg fu annessa dal Regno di Prussia nella prima spartizione della Polonia nel 1772. Dal 1871 al 1945, fece parte della Germania. La città è stata sede dell'industria meccanica Schichau con un cantiere navale.
Elbląg fu gravemente danneggiata durante la seconda guerra mondiale, e i suoi cittadini tedeschi furono espulsi dalla città dopo il conflitto mondiale. La città divenne parte della Polonia nel 1945, e fu ripopolata con cittadini polacchi e dal 1992 è centro della diocesi di Elblag.

## Sport
La principale squadra di calcio della città è Olimpia Elbląg, la più piccola è Concordia Elbląg.

## Amministrazione

### Gemellaggi
Elbląg è gemellata con le seguenti città:
- Leer, Germania
- Kaliningrad, Russia
- Baltijsk, Russia
- Ronneby, Svezia
- Druskininkai, Lituania
- Liepāja, Lettonia
- Navahradak, Bielorussia
- Ternopil', Ucraina
- Compiègne, Francia
- Trowbridge, Regno Unito
- Coquimbo, Cile
- Baoji, Cina
- Tainan, Taiwan

## Galleria d'immagini

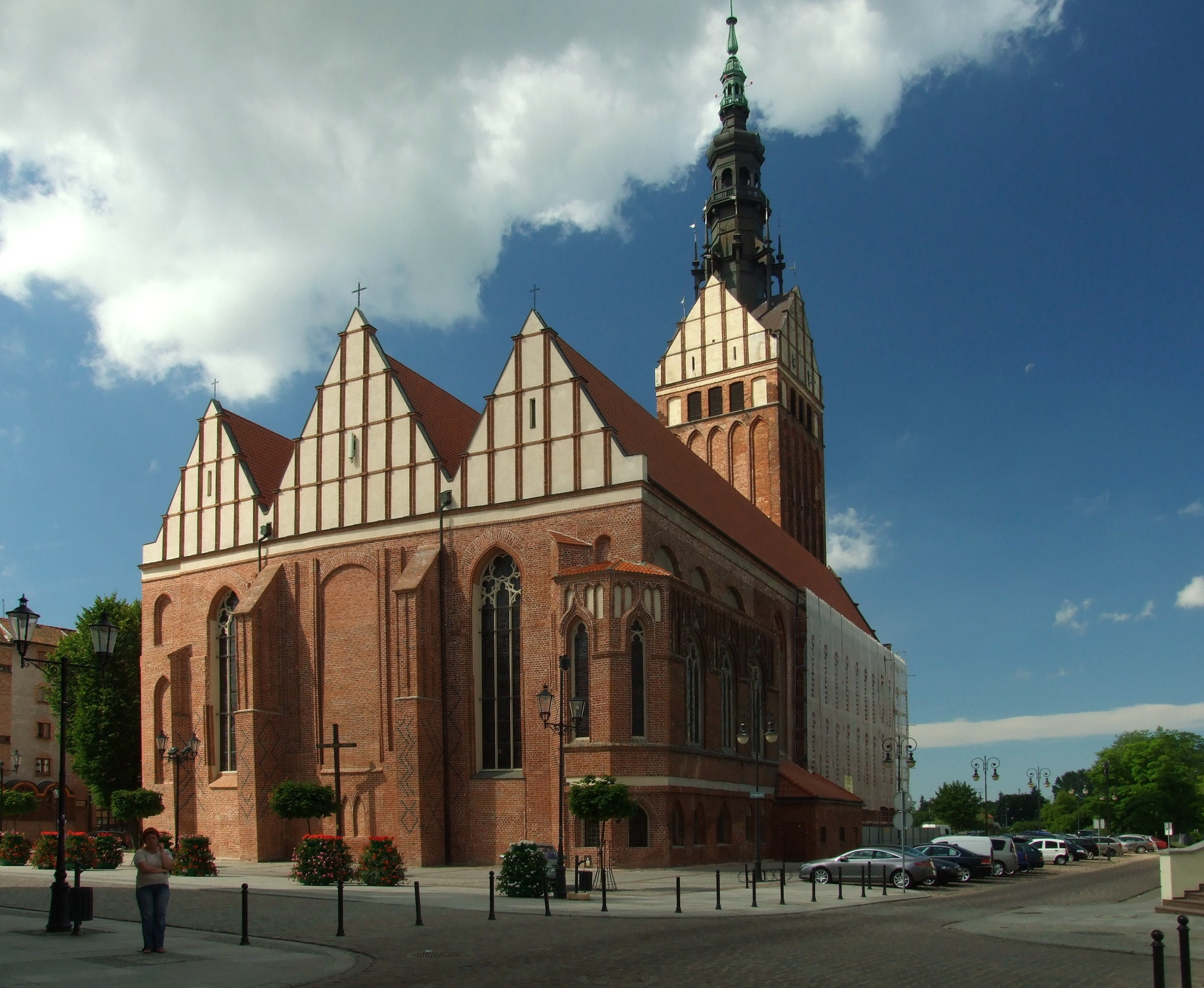
Chiesa di san Niccolò
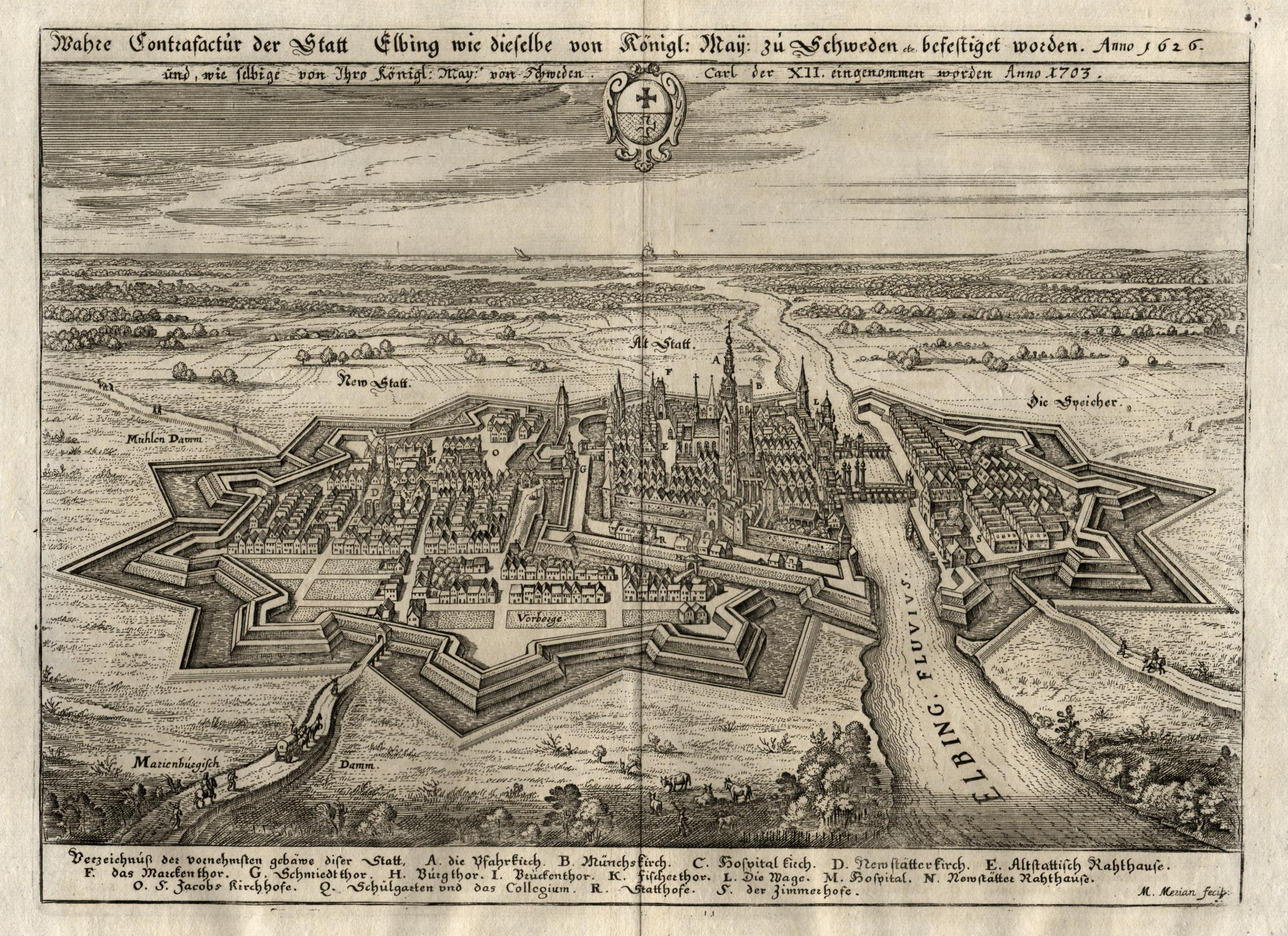
La Città Vecchia del 1626
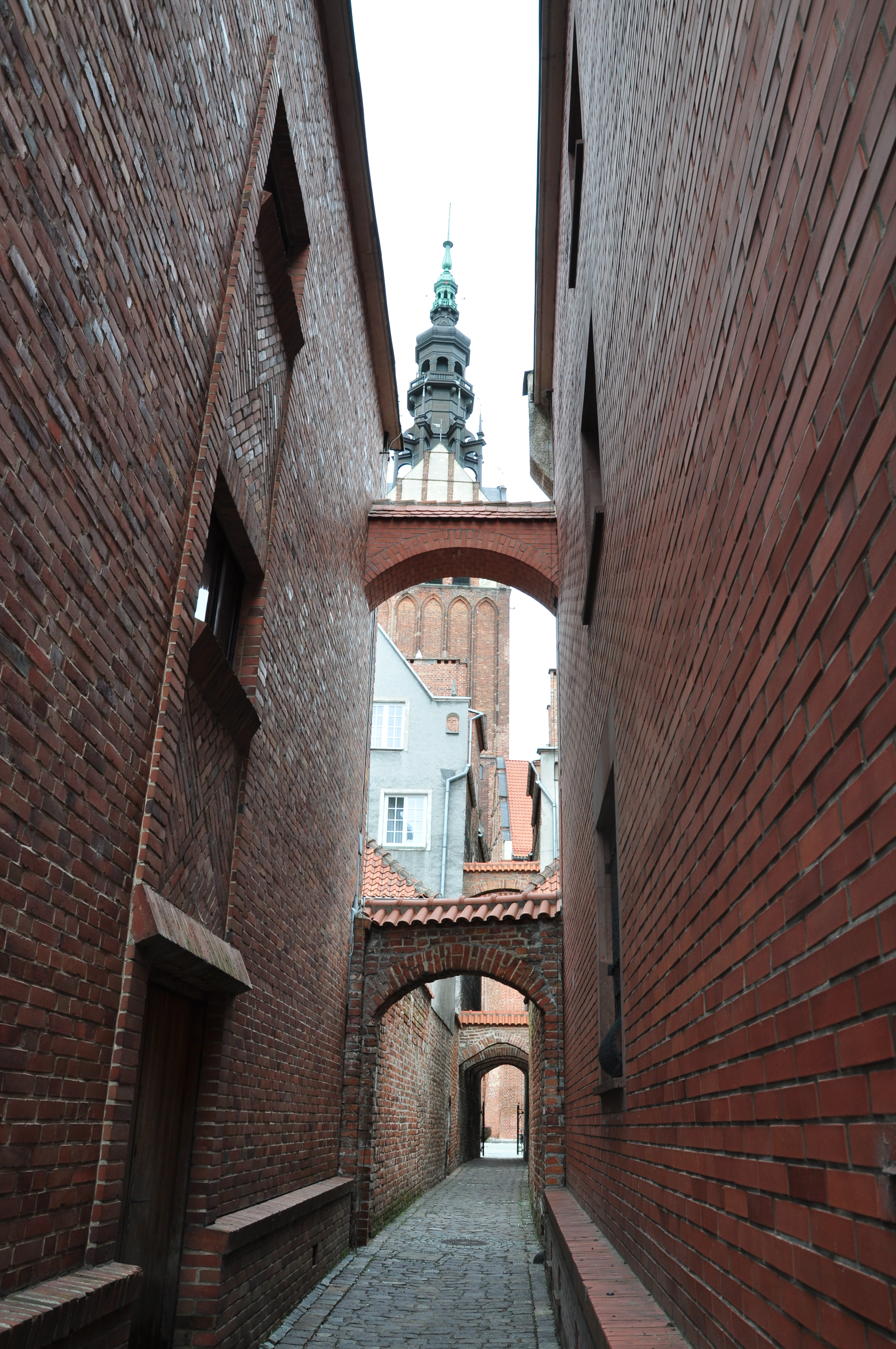
Vicolo medievale
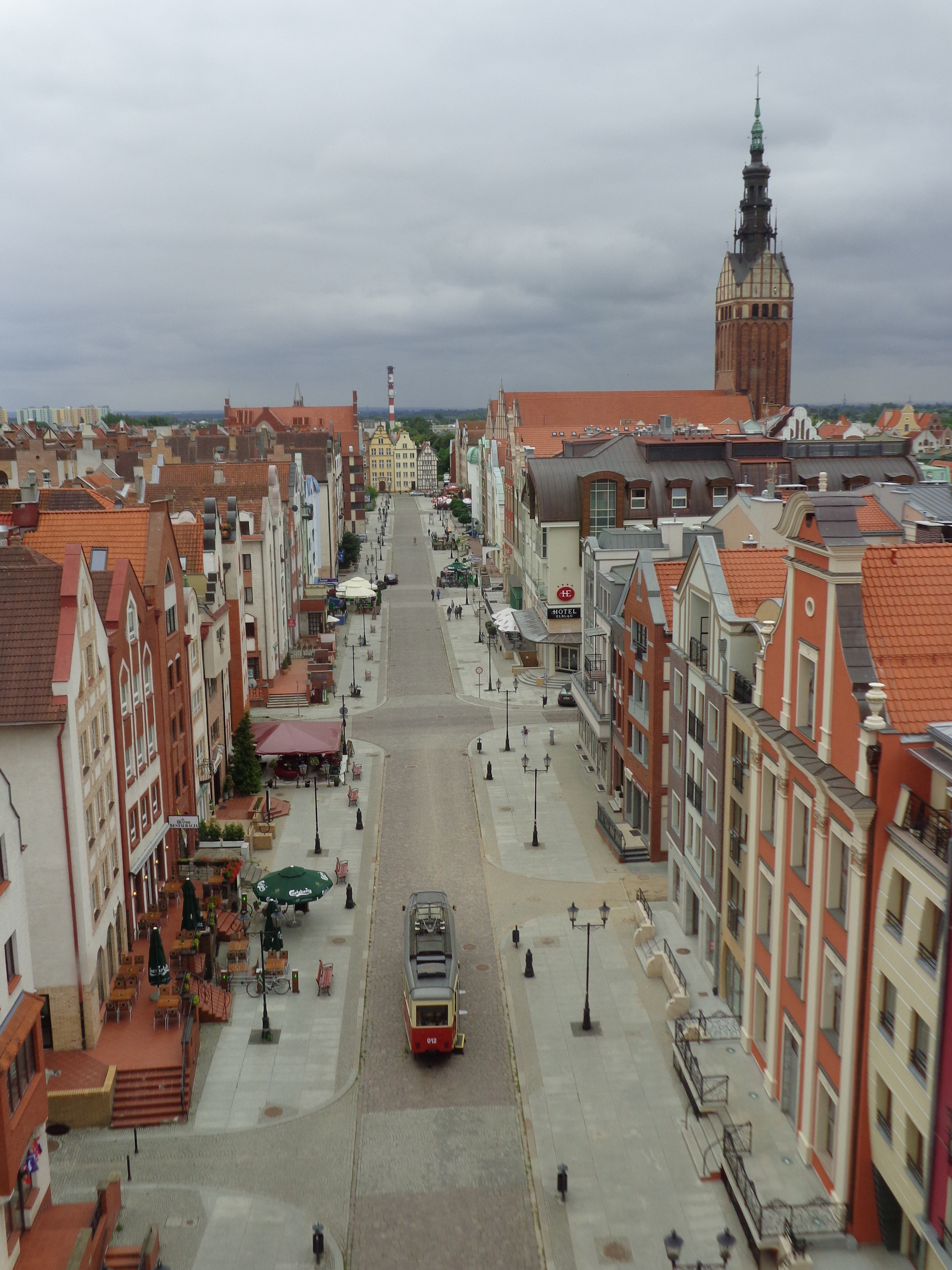
Edifici ricostruiti nella Città Vecchia
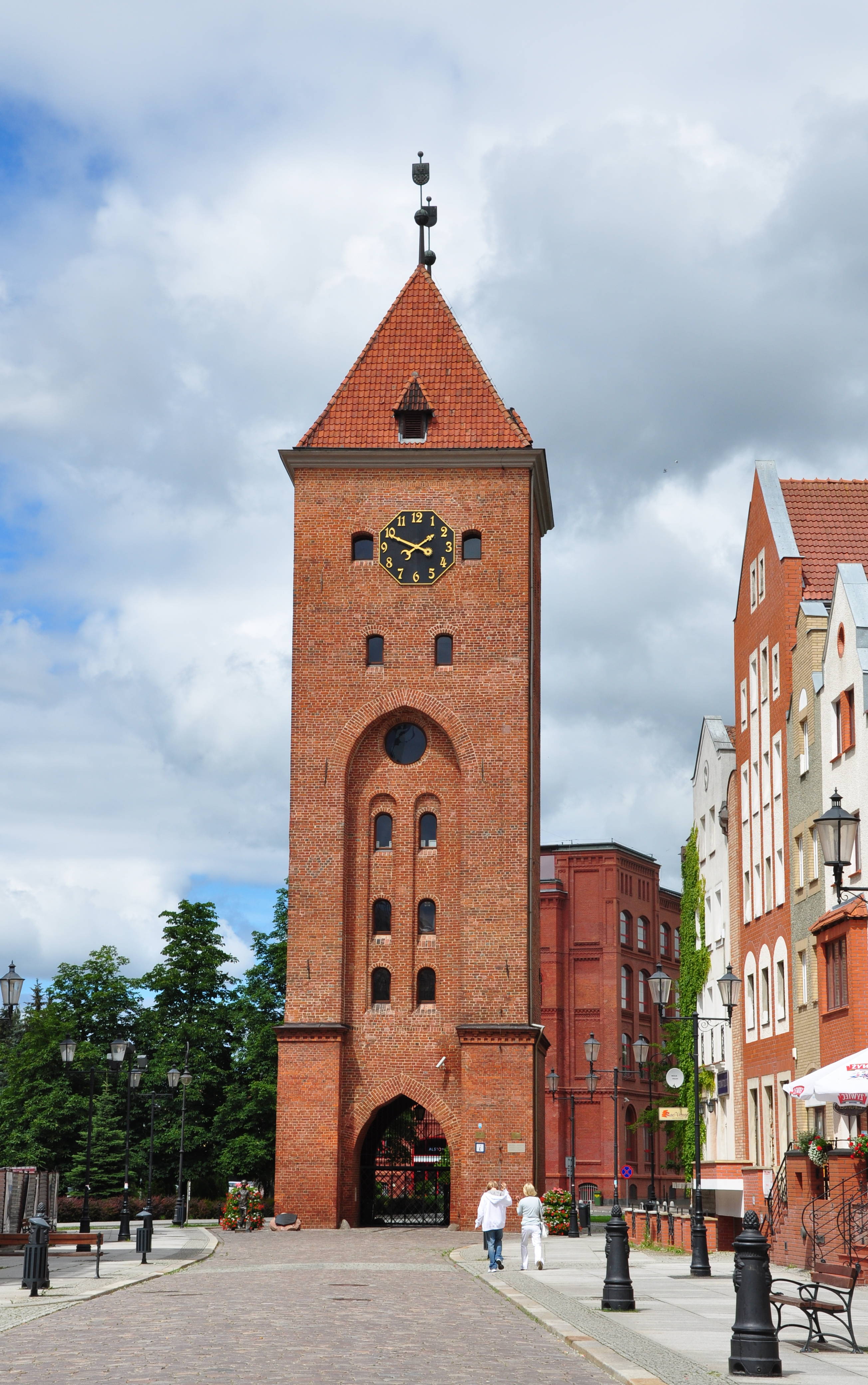
Porta del Mercato, Città Vecchia
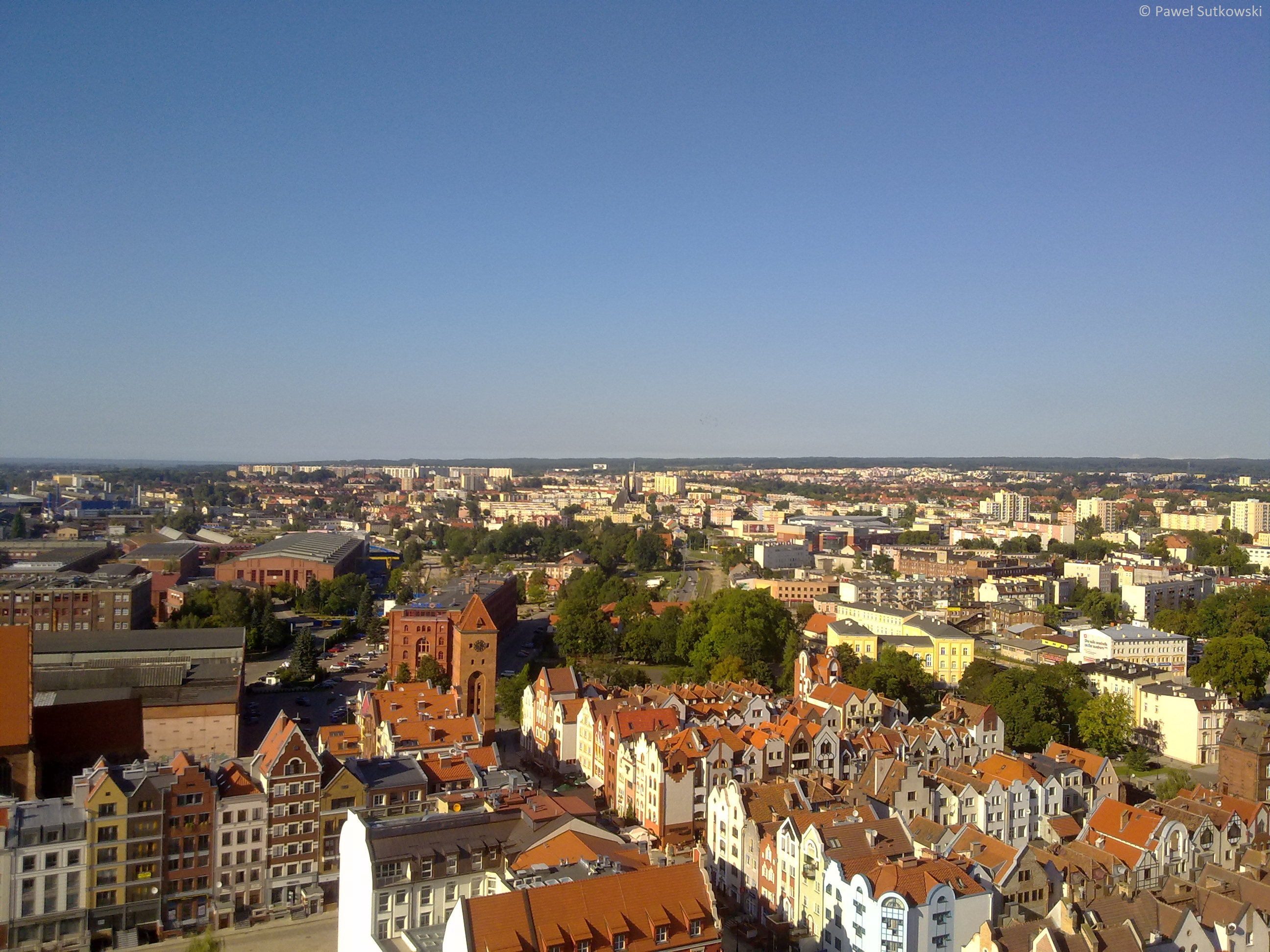
Vista panoramica